# Salzburg-Tiroler-Bahn
| EC 163 „Transalpin“ passiert das Kaisergebirge. |                                                                 |                                                                           |                                                                           |
| |                                                                 |                                                                           |                                                                           |
| Streckennummer (ÖBB): | 101 03                                                          |                                                                           |                                                                           |
| Kursbuchstrecke (ÖBB): | 200 (Freilassing – Saalfelden) 201 (Saalfelden – Innsbruck Hbf) |                                                                           |                                                                           |
| Streckenlänge: | 191,730 km                                                      |                                                                           |                                                                           |
| Spurweite: | 1435 mm (Normalspur)                                            |                                                                           |                                                                           |
| Netzkategorie: | A                                                               |                                                                           |                                                                           |
| Stromsystem: | 15 kV / 16,7 Hz ~                                               |                                                                           |                                                                           |
| Maximale Neigung: | 27 ‰                                                            |                                                                           |                                                                           |
| Minimaler Radius: | 227 m                                                           |                                                                           |                                                                           |
| Streckengeschwindigkeit: | 130 km/h                                                        |                                                                           |                                                                           |
| Zugbeeinflussung: | PZB                                                             |                                                                           |                                                                           |
| Zweigleisigkeit: | Salzburg Hbf–Wörgl Hbf                                          |                                                                           |                                                                           |
| |                                                                 |                                                                           |                                                                           |
| \| \| \| von Rosenheim \| \| \| \| \| \| \| \| \| 0,000 \| Salzburg Hbf \| 426 m ü. A. \| \| \| \| \| \| \| \| \| Übergang zur Bahnstrecke Salzburg–Lamprechtshausen \| \| \| \| \| Westbahn nach Wien Westbf \| \| \| \| \| von Salzburg Itzling \| \| \| \| \| \| \| \| \| 2,100 \| Salzburg Sam seit 2004 \| Salzburg Sam seit 2004 \| \| \| \| \| \| \| \| \| Verbindungsschleife zur Westbahn n. Abzw. Hallwang-E. \| \| \| \| 2,401 \| Salzburg Gnigl Vbf \| Salzburg Gnigl Vbf \| \| \| \| \| \| \| \| 2,975 \| Salzburg Gnigl seit 2003 \| Salzburg Gnigl seit 2003 \| \| \| \| \| \| \| \| 3,495 \| Salzburg Gnigl Vbf Einfahrgruppe \| Salzburg Gnigl Vbf Einfahrgruppe \| \| \| \| \| \| \| \| 4,490 \| Salzburg Parsch seit 2003 \| Salzburg Parsch seit 2003 \| \| \| \| \| \| \| \| \| \| \| \| \| 5,756 \| Salzburg Aigen \| Salzburg Aigen \| \| \| \| \| \| \| \| \| \| \| \| \| 7,927 \| Salzburg Süd \| Salzburg Süd \| \| \| \| \| \| \| \| 8,092 \| Hellbrunn-Glasenbach 28. Mai 1978 aufgelassen \| Hellbrunn-Glasenbach 28. Mai 1978 aufgelassen \| \| \| \| \| \| \| \| 8,988 \| Elsbethen \| 429 m ü. A. \| \| \| \| \| \| \| \| 9,746 \| Elsbethen 28. Mai 1978 verlegt \| Elsbethen 28. Mai 1978 verlegt \| \| \| 12,203 \| Üst Salzburg Aigen 5 \| Üst Salzburg Aigen 5 \| \| \| \| \| \| \| \| 13,200 \| Puch Urstein seit 2005 \| Puch Urstein seit 2005 \| \| \| \| \| \| \| \| 15,25515,300 \| Fehlerprofil (−45 m) \| Fehlerprofil (−45 m) \| \| \| \| \| \| \| \| 14,524 \| Puch bei Hallein (2003: Puch-Oberalm) \| Puch bei Hallein (2003: Puch-Oberalm) \| \| \| \| \| \| \| \| \| \| \| \| \| 15,970 \| Oberalm seit Ende 2006 \| Oberalm seit Ende 2006 \| \| \| \| \| \| \| \| \| \| \| \| \| 17,808 \| Hallein Verbindung – Regionalstadtbahn Salzburg in Planung \| 445 m ü. A. \| \| \| \| \| \| \| \| \| \| \| \| \| 19,350 \| Hallein Burgfried seit 2005 \| Hallein Burgfried seit 2005 \| \| \| \| \| \| \| \| \| \| \| \| \| 20,923 \| Bad Vigaun (1944: Vigaun) \| Bad Vigaun (1944: Vigaun) \| \| \| \| \| \| \| \| \| \| \| \| \| 22,380 \| Kuchl Garnei seit 2005 \| Kuchl Garnei seit 2005 \| \| \| \| \| \| \| \| 22,875 \| Üst Hallein 3 \| Üst Hallein 3 \| \| \| 25,167 \| Kuchl Lst (Awanst) \| Kuchl Lst (Awanst) \| \| \| \| \| \| \| \| 25,580 \| Kuchl \| Kuchl \| \| \| \| \| \| \| \| \| \| \| \| \| 28,764 \| Golling-Abtenau \| 468 m ü. A. \| \| \| \| \| \| \| \| \| Salzach \| \| \| \| 31,529 \| Anschlussbahn (Awanst) \| Anschlussbahn (Awanst) \| \| \| 31,556 \| Anschlussbahn (Awanst) \| Anschlussbahn (Awanst) \| \| \| 31,868 \| Ofenauer Tunnel (940 m) \| Ofenauer Tunnel (940 m) \| \| \| \| Salzach \| \| \| \| 32,954 \| Geröllschutz-Galerie \| Geröllschutz-Galerie \| \| \| 34,464 \| Üst Golling-Abtenau 2 \| Üst Golling-Abtenau 2 \| \| \| 38,565 \| Üst Golling-Abtenau 4 \| Üst Golling-Abtenau 4 \| \| \| 38,673 \| Sulzau Lst (Awanst) \| Sulzau Lst (Awanst) \| \| \| 41,69941,723 \| Fehlerprofil (−24 m) \| Fehlerprofil (−24 m) \| \| \| 42,236 \| Tenneck \| 519 m ü. A. \| \| \| \| (bis 26. September 1971 Konkordiahütte) \| \| \| \| 45,212 \| Werfen \| 526 m ü. A. \| \| \| 46,604 \| Pfarrwerfen (1944: Dorfwerfen) \| 528 m ü. A. \| \| \| 49,834 \| Rupertus-Tunnel (327 m) \| Rupertus-Tunnel (327 m) \| \| \| 51,73552,000 \| Fehlerprofil (−265 m) \| Fehlerprofil (−265 m) \| \| \| \| Ennstalbahn nach Selzthal \| \| \| \| 52,305 \| Bischofshofen \| 544 m ü. A. \| \| \| 55,272 \| Mitterberghütten \| 550 m ü. A. \| \| \| 55,386 \| Anschlussbahn (Awanst) \| Anschlussbahn (Awanst) \| \| \| 56,882 \| Üst Bischofshofen 2 \| Üst Bischofshofen 2 \| \| \| 57,717 \| Anschlussbahn (Awanst) \| Anschlussbahn (Awanst) \| \| \| 61,266 \| St. Johann im Pongau (1944: Markt Pongau) \| 565 m ü. A. \| \| \| \| Salzach \| \| \| \| 66,546 \| Schwarzach-St. Veit \| 590 m ü. A. \| \| \| \| Tauernbahn nach Spittal-Millstättersee \| \| \| \| 68,638 \| Schwarzacher Tunnel (190 m) \| Schwarzacher Tunnel (190 m) \| \| \| 69,636 \| Thumersbacher Tunnel (nur linkes Gleis) (380 m) \| Thumersbacher Tunnel (nur linkes Gleis) (380 m) \| \| \| 70,158 \| Blaue Wand-Tunnel (nur linkes Gleis) (370 m) \| Blaue Wand-Tunnel (nur linkes Gleis) (370 m) \| \| \| 70,528 \| Lawinengalerie Blaue Wand (nur rechtes Gleis) (11 m) \| Lawinengalerie Blaue Wand (nur rechtes Gleis) (11 m) \| \| \| \| Salzach \| \| \| \| 74,978 \| Lend \| 634 m ü. A. \| \| \| \| Salzach \| \| \| \| \| Salzach \| \| \| \| 79,040 \| Eschenau (bis 13. Dezember 2025) \| 673 m ü. A. \| \| \| 79,291 \| Unterstein-Tunnel II (nur rechtes Gleis) (851 m) \| Unterstein-Tunnel II (nur rechtes Gleis) (851 m) \| \| \| 79,721 \| Unterstein-Tunnel I (nur linkes Gleis) (464 m) \| Unterstein-Tunnel I (nur linkes Gleis) (464 m) \| \| \| 80,193 \| Trattenbach-Tunnel (nur rechtes Gleis) (58 m) \| Trattenbach-Tunnel (nur rechtes Gleis) (58 m) \| \| \| 80,869 \| Spritzbach-Tunnel (nur rechtes Gleis) (346 m) \| Spritzbach-Tunnel (nur rechtes Gleis) (346 m) \| \| \| 81,9 \| Kitzlochklamm (aufgelassen) \| Kitzlochklamm (aufgelassen) \| \| \| 82,020 \| Taxenbach-Tunnel (277 m) \| Taxenbach-Tunnel (277 m) \| \| \| 82,371 \| Martinswand-Tunnel I (nur rechtes Gleis) (574 m) \| Martinswand-Tunnel I (nur rechtes Gleis) (574 m) \| \| \| 84,328 \| Taxenbach-Rauris \| 718 m ü. A. \| \| \| 86,371 \| Anschlussbahn (Awanst ehem. Sägewerk) \| Anschlussbahn (Awanst ehem. Sägewerk) \| \| \| 88,875 \| Gries im Pinzgau \| 744 m ü. A. \| \| \| \| Salzach \| \| \| \| 93,734 \| Bruck-Fusch \| 757 m ü. A. \| \| \| \| ehemalige Anschlussbahn nach Kaprun \| \| \| \| \| Salzach \| \| \| \| \| Pinzgauer Lokalbahn nach Krimml (760 mm) \| \| \| \| ~98,1 \| Zell am See Schüttdorf (in Planung) \| Zell am See Schüttdorf (in Planung) \| \| \| 99,414 \| Zell am See \| 752 m ü. A. \| \| \| \| \| \| \| \| 102,139 \| Anschlussbahn (Awanst für die Firma Hagleitner) \| Anschlussbahn (Awanst für die Firma Hagleitner) \| \| \| 103,944 \| Üst Zell am See 2 \| Üst Zell am See 2 \| \| \| 104,000 \| Maishofen-Saalbach \| 765 m ü. A. \| \| \| 104,041 \| Lst Maishofen-Saalbach (Awanst; bis 2024[1]) \| Lst Maishofen-Saalbach (Awanst; bis 2024[1]) \| \| \| 106,750106,823 \| Fehlerprofil (−73 m) \| Fehlerprofil (−73 m) \| \| \| 108,004 \| Gerling im Pinzgau (bis 13. Dezember 2025) \| 748 m ü. A. \| \| \| 110,950111,050 \| Fehlerprofil (−100 m) \| Fehlerprofil (−100 m) \| \| \| \| \| \| \| \| ~112,000 \| ehemalige Anschlussbahn (600 mm) der Firma STRABAG/Diabaswerke Saalfelden \| ehemalige Anschlussbahn (600 mm) der Firma STRABAG/Diabaswerke Saalfelden \| \| \| \| \| \| \| \| 112,335 \| Saalfelden \| 728 m ü. A. \| \| \| \| \| \| \| \| 113,043 \| Anschlussbahn (Awanst) der Firma STRABAG/Diabaswerke Saalfelden \| Anschlussbahn (Awanst) der Firma STRABAG/Diabaswerke Saalfelden \| \| \| \| \| \| \| \| 118,150 \| Leogang-Steinberge \| 796 m ü. A. \| \| \| 120,483 \| Leogang (Bf. bis 1992) \| 840 m ü. A. \| \| \| 120,825 \| Üst Saalfelden 2 \| Üst Saalfelden 2 \| \| \| 123,076 \| Hütten 14. Dezember 2008 aufgelassen \| 885 m ü. A. \| \| \| 126,312 \| Berg Grießen 28. Mai 1995 aufgelassen \| 946 m ü. A. \| \| \| \| Anschlussbahnen (Awanst) \| \| \| \| \| Landesgrenze Salzburg / Tirol \| \| \| \| 130,141 \| Hochfilzen \| 970 m ü. A. \| \| \| 134,400 \| Pfaffenschwendt \| 888 m ü. A. \| \| \| 139,100 \| Üst Hochfilzen 2 \| Üst Hochfilzen 2 \| \| \| 139,357 \| Fieberbrunn (Bf. bis 24.09.2011) \| 783 m ü. A. \| \| \| 141,970142,050 \| Fehlerprofil (−80 m) \| Fehlerprofil (−80 m) \| \| \| 144,475 \| Grieswirt \| 687 m ü. A. \| \| \| 147,675 \| St. Johann in Tirol \| 663 m ü. A. \| \| \| 150,295 \| Anschlussbahn (Awanst) Firma Egger \| Anschlussbahn (Awanst) Firma Egger \| \| \| 151,959 \| Oberndorf in Tirol (bis Dez 2006: Wiesenschwang-O.) \| 688 m ü. A. \| \| \| 153,783 \| Anschlussbahn (Awanst) Hartsteinwerke Kitzbühel \| Anschlussbahn (Awanst) Hartsteinwerke Kitzbühel \| \| \| 153,783 \| Anschlussbahn (Awanst) Unterwerk Kitzbühel \| Anschlussbahn (Awanst) Unterwerk Kitzbühel \| \| \| 157,077 \| Kitzbühel \| 763 m ü. A. \| \| \| 159,541 \| Kitzbühel Hahnenkamm \| 773 m ü. A. \| \| \| 161,442 \| Schwarzsee \| 772 m ü. A. \| \| \| 164,175 \| Klausen 31. März 1951 aufgelassen \| Klausen 31. März 1951 aufgelassen \| \| \| 165,935 \| Kalswirt 1. November 1943 aufgelassen \| Kalswirt 1. November 1943 aufgelassen \| \| \| 166,385 \| Kirchberg in Tirol \| 820 m ü. A. \| \| \| 170,065 \| Brixen im Thale \| 806 m ü. A. \| \| \| 173,097 \| Westendorf (Bf. bis 23.10.2002) \| 762 m ü. A. \| \| \| 173,591 \| Üst Kirchberg in Tirol 2 \| Üst Kirchberg in Tirol 2 \| \| \| 176,447 \| Windau \| 723 m ü. A. \| \| \| 176,816 \| Au-Tunnel (210 m) \| Au-Tunnel (210 m) \| \| \| 178,890 \| Leidegg-Tunnel (327 m) \| Leidegg-Tunnel (327 m) \| \| \| 182,280 \| Hopfgarten Berglift \| Hopfgarten Berglift \| \| \| \| (bis 28. Mai 1961: Berglift-Hohe Salve) \| \| \| \| 183,447 \| Hopfgarten \| 589 m ü. A. \| \| \| \| ehem. Itter-Tunnel (45,3 m, im Sommer 2009 abgetragen)[2] \| \| \| \| 188,504 \| Wörgl Süd-Bruckhäusl \| 523 m ü. A. \| \| \| \| (bis 14. Dezember 2008: Bruckhäusl) \| \| \| \| 188,993 \| Üst Hopfgarten 1 \| Üst Hopfgarten 1 \| \| \| \| Unterinntalbahn von Kufstein \| \| \| \| 192,405 \| Wörgl Hbf \| 505 m ü. A. \| \| \| \| Unterinntalbahn nach Innsbruck Hbf \| \| |                                                                 |                                                                           |                                                                           |
| Strecke |                                                                 | von Rosenheim                                                             | von Rosenheim                                                             |
| |                                                                 |                                                                           |                                                                           |
| Bahnhof | 0,000                                                           | Salzburg Hbf                                                              | 426 m ü. A.                                                               |
| |                                                                 |                                                                           |                                                                           |
| Strecke |                                                                 | Übergang zur Bahnstrecke Salzburg–Lamprechtshausen                        | Übergang zur Bahnstrecke Salzburg–Lamprechtshausen                        |
| Abzweig geradeaus und nach links |                                                                 | Westbahn nach Wien Westbf                                                 | Westbahn nach Wien Westbf                                                 |
| Abzweig geradeaus und von links |                                                                 | von Salzburg Itzling                                                      | von Salzburg Itzling                                                      |
| |                                                                 |                                                                           |                                                                           |
| Haltepunkt / Haltestelle | 2,100                                                           | Salzburg Sam seit 2004                                                    | Salzburg Sam seit 2004                                                    |
| |                                                                 |                                                                           |                                                                           |
| Abzweig geradeaus und von links |                                                                 | Verbindungsschleife zur Westbahn n. Abzw. Hallwang-E.                     | Verbindungsschleife zur Westbahn n. Abzw. Hallwang-E.                     |
| Dienststation / Betriebs- oder Güterbahnhof | 2,401                                                           | Salzburg Gnigl Vbf                                                        | Salzburg Gnigl Vbf                                                        |
| |                                                                 |                                                                           |                                                                           |
| Haltepunkt / Haltestelle | 2,975                                                           | Salzburg Gnigl seit 2003                                                  | Salzburg Gnigl seit 2003                                                  |
| |                                                                 |                                                                           |                                                                           |
| Dienststation / Betriebs- oder Güterbahnhof | 3,495                                                           | Salzburg Gnigl Vbf Einfahrgruppe                                          | Salzburg Gnigl Vbf Einfahrgruppe                                          |
| |                                                                 |                                                                           |                                                                           |
| Haltepunkt / Haltestelle | 4,490                                                           | Salzburg Parsch seit 2003                                                 | Salzburg Parsch seit 2003                                                 |
| |                                                                 |                                                                           |                                                                           |
| |                                                                 |                                                                           |                                                                           |
| Bahnhof | 5,756                                                           | Salzburg Aigen                                                            | Salzburg Aigen                                                            |
| |                                                                 |                                                                           |                                                                           |
| |                                                                 |                                                                           |                                                                           |
| Haltepunkt / Haltestelle | 7,927                                                           | Salzburg Süd                                                              | Salzburg Süd                                                              |
| |                                                                 |                                                                           |                                                                           |
| ehemaliger Haltepunkt / Haltestelle | 8,092                                                           | Hellbrunn-Glasenbach 28. Mai 1978 aufgelassen                             | Hellbrunn-Glasenbach 28. Mai 1978 aufgelassen                             |
| |                                                                 |                                                                           |                                                                           |
| Haltepunkt / Haltestelle | 8,988                                                           | Elsbethen                                                                 | 429 m ü. A.                                                               |
| |                                                                 |                                                                           |                                                                           |
| ehemaliger Haltepunkt / Haltestelle | 9,746                                                           | Elsbethen 28. Mai 1978 verlegt                                            | Elsbethen 28. Mai 1978 verlegt                                            |
| Überleitstelle / Spurwechsel | 12,203                                                          | Üst Salzburg Aigen 5                                                      | Üst Salzburg Aigen 5                                                      |
| |                                                                 |                                                                           |                                                                           |
| Haltepunkt / Haltestelle | 13,200                                                          | Puch Urstein seit 2005                                                    | Puch Urstein seit 2005                                                    |
| |                                                                 |                                                                           |                                                                           |
| Kilometer-Wechsel | 15,25515,300                                                    | Fehlerprofil (−45 m)                                                      | Fehlerprofil (−45 m)                                                      |
| |                                                                 |                                                                           |                                                                           |
| Haltepunkt / Haltestelle | 14,524                                                          | Puch bei Hallein (2003: Puch-Oberalm)                                     | Puch bei Hallein (2003: Puch-Oberalm)                                     |
| |                                                                 |                                                                           |                                                                           |
| |                                                                 |                                                                           |                                                                           |
| Haltepunkt / Haltestelle | 15,970                                                          | Oberalm seit Ende 2006                                                    | Oberalm seit Ende 2006                                                    |
| |                                                                 |                                                                           |                                                                           |
| |                                                                 |                                                                           |                                                                           |
| Bahnhof | 17,808                                                          | Hallein Verbindung – Regionalstadtbahn Salzburg in Planung                | 445 m ü. A.                                                               |
| |                                                                 |                                                                           |                                                                           |
| |                                                                 |                                                                           |                                                                           |
| Haltepunkt / Haltestelle | 19,350                                                          | Hallein Burgfried seit 2005                                               | Hallein Burgfried seit 2005                                               |
| |                                                                 |                                                                           |                                                                           |
| |                                                                 |                                                                           |                                                                           |
| Haltepunkt / Haltestelle | 20,923                                                          | Bad Vigaun (1944: Vigaun)                                                 | Bad Vigaun (1944: Vigaun)                                                 |
| |                                                                 |                                                                           |                                                                           |
| |                                                                 |                                                                           |                                                                           |
| Haltepunkt / Haltestelle | 22,380                                                          | Kuchl Garnei seit 2005                                                    | Kuchl Garnei seit 2005                                                    |
| |                                                                 |                                                                           |                                                                           |
| Überleitstelle / Spurwechsel | 22,875                                                          | Üst Hallein 3                                                             | Üst Hallein 3                                                             |
| Blockstelle | 25,167                                                          | Kuchl Lst (Awanst)                                                        | Kuchl Lst (Awanst)                                                        |
| |                                                                 |                                                                           |                                                                           |
| Haltepunkt / Haltestelle | 25,580                                                          | Kuchl                                                                     | Kuchl                                                                     |
| |                                                                 |                                                                           |                                                                           |
| |                                                                 |                                                                           |                                                                           |
| Bahnhof | 28,764                                                          | Golling-Abtenau                                                           | 468 m ü. A.                                                               |
| |                                                                 |                                                                           |                                                                           |
| Brücke über Wasserlauf |                                                                 | Salzach                                                                   | Salzach                                                                   |
| Abzweig geradeaus und von links | 31,529                                                          | Anschlussbahn (Awanst)                                                    | Anschlussbahn (Awanst)                                                    |
| Abzweig geradeaus und von rechts | 31,556                                                          | Anschlussbahn (Awanst)                                                    | Anschlussbahn (Awanst)                                                    |
| Tunnel | 31,868                                                          | Ofenauer Tunnel (940 m)                                                   | Ofenauer Tunnel (940 m)                                                   |
| Brücke über Wasserlauf |                                                                 | Salzach                                                                   | Salzach                                                                   |
| Tunnel | 32,954                                                          | Geröllschutz-Galerie                                                      | Geröllschutz-Galerie                                                      |
| Überleitstelle / Spurwechsel | 34,464                                                          | Üst Golling-Abtenau 2                                                     | Üst Golling-Abtenau 2                                                     |
| Überleitstelle / Spurwechsel | 38,565                                                          | Üst Golling-Abtenau 4                                                     | Üst Golling-Abtenau 4                                                     |
| Blockstelle | 38,673                                                          | Sulzau Lst (Awanst)                                                       | Sulzau Lst (Awanst)                                                       |
| Kilometer-Wechsel | 41,69941,723                                                    | Fehlerprofil (−24 m)                                                      | Fehlerprofil (−24 m)                                                      |
| Haltepunkt / Haltestelle | 42,236                                                          | Tenneck                                                                   | 519 m ü. A.                                                               |
| Strecke |                                                                 | (bis 26. September 1971 Konkordiahütte)                                   | (bis 26. September 1971 Konkordiahütte)                                   |
| Bahnhof | 45,212                                                          | Werfen                                                                    | 526 m ü. A.                                                               |
| Haltepunkt / Haltestelle | 46,604                                                          | Pfarrwerfen (1944: Dorfwerfen)                                            | 528 m ü. A.                                                               |
| Tunnel | 49,834                                                          | Rupertus-Tunnel (327 m)                                                   | Rupertus-Tunnel (327 m)                                                   |
| Kilometer-Wechsel | 51,73552,000                                                    | Fehlerprofil (−265 m)                                                     | Fehlerprofil (−265 m)                                                     |
| Abzweig geradeaus und von links |                                                                 | Ennstalbahn nach Selzthal                                                 | Ennstalbahn nach Selzthal                                                 |
| Bahnhof | 52,305                                                          | Bischofshofen                                                             | 544 m ü. A.                                                               |
| Haltepunkt / Haltestelle | 55,272                                                          | Mitterberghütten                                                          | 550 m ü. A.                                                               |
| Abzweig geradeaus und ehemals von rechts | 55,386                                                          | Anschlussbahn (Awanst)                                                    | Anschlussbahn (Awanst)                                                    |
| Überleitstelle / Spurwechsel | 56,882                                                          | Üst Bischofshofen 2                                                       | Üst Bischofshofen 2                                                       |
| Abzweig geradeaus und von rechts | 57,717                                                          | Anschlussbahn (Awanst)                                                    | Anschlussbahn (Awanst)                                                    |
| Bahnhof | 61,266                                                          | St. Johann im Pongau (1944: Markt Pongau)                                 | 565 m ü. A.                                                               |
| Brücke über Wasserlauf |                                                                 | Salzach                                                                   | Salzach                                                                   |
| Bahnhof | 66,546                                                          | Schwarzach-St. Veit                                                       | 590 m ü. A.                                                               |
| Abzweig geradeaus und nach links |                                                                 | Tauernbahn nach Spittal-Millstättersee                                    | Tauernbahn nach Spittal-Millstättersee                                    |
| Tunnel | 68,638                                                          | Schwarzacher Tunnel (190 m)                                               | Schwarzacher Tunnel (190 m)                                               |
| Tunnel | 69,636                                                          | Thumersbacher Tunnel (nur linkes Gleis) (380 m)                           | Thumersbacher Tunnel (nur linkes Gleis) (380 m)                           |
| Tunnel | 70,158                                                          | Blaue Wand-Tunnel (nur linkes Gleis) (370 m)                              | Blaue Wand-Tunnel (nur linkes Gleis) (370 m)                              |
| Tunnel | 70,528                                                          | Lawinengalerie Blaue Wand (nur rechtes Gleis) (11 m)                      | Lawinengalerie Blaue Wand (nur rechtes Gleis) (11 m)                      |
| Brücke über Wasserlauf |                                                                 | Salzach                                                                   | Salzach                                                                   |
| Bahnhof | 74,978                                                          | Lend                                                                      | 634 m ü. A.                                                               |
| Brücke über Wasserlauf |                                                                 | Salzach                                                                   | Salzach                                                                   |
| Brücke über Wasserlauf |                                                                 | Salzach                                                                   | Salzach                                                                   |
| Haltepunkt / Haltestelle | 79,040                                                          | Eschenau (bis 13. Dezember 2025)                                          | 673 m ü. A.                                                               |
| Tunnel | 79,291                                                          | Unterstein-Tunnel II (nur rechtes Gleis) (851 m)                          | Unterstein-Tunnel II (nur rechtes Gleis) (851 m)                          |
| Tunnel | 79,721                                                          | Unterstein-Tunnel I (nur linkes Gleis) (464 m)                            | Unterstein-Tunnel I (nur linkes Gleis) (464 m)                            |
| Tunnel | 80,193                                                          | Trattenbach-Tunnel (nur rechtes Gleis) (58 m)                             | Trattenbach-Tunnel (nur rechtes Gleis) (58 m)                             |
| Tunnel | 80,869                                                          | Spritzbach-Tunnel (nur rechtes Gleis) (346 m)                             | Spritzbach-Tunnel (nur rechtes Gleis) (346 m)                             |
| ehemaliger Haltepunkt / Haltestelle | 81,9                                                            | Kitzlochklamm (aufgelassen)                                               | Kitzlochklamm (aufgelassen)                                               |
| Tunnel | 82,020                                                          | Taxenbach-Tunnel (277 m)                                                  | Taxenbach-Tunnel (277 m)                                                  |
| Tunnel | 82,371                                                          | Martinswand-Tunnel I (nur rechtes Gleis) (574 m)                          | Martinswand-Tunnel I (nur rechtes Gleis) (574 m)                          |
| Bahnhof | 84,328                                                          | Taxenbach-Rauris                                                          | 718 m ü. A.                                                               |
| Abzweig geradeaus und nach links | 86,371                                                          | Anschlussbahn (Awanst ehem. Sägewerk)                                     | Anschlussbahn (Awanst ehem. Sägewerk)                                     |
| Haltepunkt / Haltestelle | 88,875                                                          | Gries im Pinzgau                                                          | 744 m ü. A.                                                               |
| Brücke über Wasserlauf |                                                                 | Salzach                                                                   | Salzach                                                                   |
| Bahnhof | 93,734                                                          | Bruck-Fusch                                                               | 757 m ü. A.                                                               |
| Abzweig geradeaus und ehemals nach links |                                                                 | ehemalige Anschlussbahn nach Kaprun                                       | ehemalige Anschlussbahn nach Kaprun                                       |
| Brücke über Wasserlauf |                                                                 | Salzach                                                                   | Salzach                                                                   |
| |                                                                 | Pinzgauer Lokalbahn nach Krimml (760 mm)                                  |                                                                           |
| Haltepunkt / Haltestelle | ~98,1                                                           | Zell am See Schüttdorf (in Planung)                                       | Zell am See Schüttdorf (in Planung)                                       |
| Bahnhof Streckenende | 99,414                                                          | Zell am See                                                               | 752 m ü. A.                                                               |
| |                                                                 |                                                                           |                                                                           |
| Abzweig geradeaus und nach links | 102,139                                                         | Anschlussbahn (Awanst für die Firma Hagleitner)                           | Anschlussbahn (Awanst für die Firma Hagleitner)                           |
| Überleitstelle / Spurwechsel | 103,944                                                         | Üst Zell am See 2                                                         | Üst Zell am See 2                                                         |
| Haltepunkt / Haltestelle | 104,000                                                         | Maishofen-Saalbach                                                        | 765 m ü. A.                                                               |
| ehemaliger Dienststation / Betriebs- oder Güterbahnhof | 104,041                                                         | Lst Maishofen-Saalbach (Awanst; bis 2024)                                 | Lst Maishofen-Saalbach (Awanst; bis 2024)                                 |
| Kilometer-Wechsel | 106,750106,823                                                  | Fehlerprofil (−73 m)                                                      | Fehlerprofil (−73 m)                                                      |
| Haltepunkt / Haltestelle | 108,004                                                         | Gerling im Pinzgau (bis 13. Dezember 2025)                                | 748 m ü. A.                                                               |
| Kilometer-Wechsel | 110,950111,050                                                  | Fehlerprofil (−100 m)                                                     | Fehlerprofil (−100 m)                                                     |
| |                                                                 |                                                                           |                                                                           |
| Abzweig geradeaus und ehemals nach links | ~112,000                                                        | ehemalige Anschlussbahn (600 mm) der Firma STRABAG/Diabaswerke Saalfelden | ehemalige Anschlussbahn (600 mm) der Firma STRABAG/Diabaswerke Saalfelden |
| |                                                                 |                                                                           |                                                                           |
| Bahnhof | 112,335                                                         | Saalfelden                                                                | 728 m ü. A.                                                               |
| |                                                                 |                                                                           |                                                                           |
| Abzweig geradeaus und nach links | 113,043                                                         | Anschlussbahn (Awanst) der Firma STRABAG/Diabaswerke Saalfelden           | Anschlussbahn (Awanst) der Firma STRABAG/Diabaswerke Saalfelden           |
| |                                                                 |                                                                           |                                                                           |
| Haltepunkt / Haltestelle | 118,150                                                         | Leogang-Steinberge                                                        | 796 m ü. A.                                                               |
| Haltepunkt / Haltestelle, ehemals Bahnhof | 120,483                                                         | Leogang (Bf. bis 1992)                                                    | 840 m ü. A.                                                               |
| Überleitstelle / Spurwechsel | 120,825                                                         | Üst Saalfelden 2                                                          | Üst Saalfelden 2                                                          |
| ehemaliger Haltepunkt / Haltestelle | 123,076                                                         | Hütten 14. Dezember 2008 aufgelassen                                      | 885 m ü. A.                                                               |
| ehemaliger Haltepunkt / Haltestelle | 126,312                                                         | Berg Grießen 28. Mai 1995 aufgelassen                                     | 946 m ü. A.                                                               |
| Abzweig geradeaus und nach rechts |                                                                 | Anschlussbahnen (Awanst)                                                  | Anschlussbahnen (Awanst)                                                  |
| Grenze |                                                                 | Landesgrenze Salzburg / Tirol                                             | Landesgrenze Salzburg / Tirol                                             |
| Bahnhof | 130,141                                                         | Hochfilzen                                                                | 970 m ü. A.                                                               |
| Haltepunkt / Haltestelle | 134,400                                                         | Pfaffenschwendt                                                           | 888 m ü. A.                                                               |
| Überleitstelle / Spurwechsel | 139,100                                                         | Üst Hochfilzen 2                                                          | Üst Hochfilzen 2                                                          |
| Haltepunkt / Haltestelle, ehemals Bahnhof | 139,357                                                         | Fieberbrunn (Bf. bis 24.09.2011)                                          | 783 m ü. A.                                                               |
| Kilometer-Wechsel | 141,970142,050                                                  | Fehlerprofil (−80 m)                                                      | Fehlerprofil (−80 m)                                                      |
| Haltepunkt / Haltestelle | 144,475                                                         | Grieswirt                                                                 | 687 m ü. A.                                                               |
| Bahnhof | 147,675                                                         | St. Johann in Tirol                                                       | 663 m ü. A.                                                               |
| Abzweig geradeaus und von links | 150,295                                                         | Anschlussbahn (Awanst) Firma Egger                                        | Anschlussbahn (Awanst) Firma Egger                                        |
| Haltepunkt / Haltestelle | 151,959                                                         | Oberndorf in Tirol (bis Dez 2006: Wiesenschwang-O.)                       | 688 m ü. A.                                                               |
| Abzweig geradeaus und von rechts | 153,783                                                         | Anschlussbahn (Awanst) Hartsteinwerke Kitzbühel                           | Anschlussbahn (Awanst) Hartsteinwerke Kitzbühel                           |
| Abzweig geradeaus und nach rechts | 153,783                                                         | Anschlussbahn (Awanst) Unterwerk Kitzbühel                                | Anschlussbahn (Awanst) Unterwerk Kitzbühel                                |
| Bahnhof | 157,077                                                         | Kitzbühel                                                                 | 763 m ü. A.                                                               |
| Haltepunkt / Haltestelle | 159,541                                                         | Kitzbühel Hahnenkamm                                                      | 773 m ü. A.                                                               |
| Haltepunkt / Haltestelle | 161,442                                                         | Schwarzsee                                                                | 772 m ü. A.                                                               |
| ehemaliger Haltepunkt / Haltestelle | 164,175                                                         | Klausen 31. März 1951 aufgelassen                                         | Klausen 31. März 1951 aufgelassen                                         |
| ehemaliger Haltepunkt / Haltestelle | 165,935                                                         | Kalswirt 1. November 1943 aufgelassen                                     | Kalswirt 1. November 1943 aufgelassen                                     |
| Bahnhof | 166,385                                                         | Kirchberg in Tirol                                                        | 820 m ü. A.                                                               |
| Haltepunkt / Haltestelle | 170,065                                                         | Brixen im Thale                                                           | 806 m ü. A.                                                               |
| Haltepunkt / Haltestelle, ehemals Bahnhof | 173,097                                                         | Westendorf (Bf. bis 23.10.2002)                                           | 762 m ü. A.                                                               |
| Überleitstelle / Spurwechsel | 173,591                                                         | Üst Kirchberg in Tirol 2                                                  | Üst Kirchberg in Tirol 2                                                  |
| Haltepunkt / Haltestelle | 176,447                                                         | Windau                                                                    | 723 m ü. A.                                                               |
| Tunnel | 176,816                                                         | Au-Tunnel (210 m)                                                         | Au-Tunnel (210 m)                                                         |
| Tunnel | 178,890                                                         | Leidegg-Tunnel (327 m)                                                    | Leidegg-Tunnel (327 m)                                                    |
| Haltepunkt / Haltestelle | 182,280                                                         | Hopfgarten Berglift                                                       | Hopfgarten Berglift                                                       |
| Strecke |                                                                 | (bis 28. Mai 1961: Berglift-Hohe Salve)                                   | (bis 28. Mai 1961: Berglift-Hohe Salve)                                   |
| Bahnhof | 183,447                                                         | Hopfgarten                                                                | 589 m ü. A.                                                               |
| ehemaliger Tunnel |                                                                 | ehem. Itter-Tunnel (45,3 m, im Sommer 2009 abgetragen)                    | ehem. Itter-Tunnel (45,3 m, im Sommer 2009 abgetragen)                    |
| Haltepunkt / Haltestelle | 188,504                                                         | Wörgl Süd-Bruckhäusl                                                      | 523 m ü. A.                                                               |
| Strecke |                                                                 | (bis 14. Dezember 2008: Bruckhäusl)                                       | (bis 14. Dezember 2008: Bruckhäusl)                                       |
| Überleitstelle / Spurwechsel | 188,993                                                         | Üst Hopfgarten 1                                                          | Üst Hopfgarten 1                                                          |
| Abzweig geradeaus und von rechts |                                                                 | Unterinntalbahn von Kufstein                                              | Unterinntalbahn von Kufstein                                              |
| Bahnhof | 192,405                                                         | Wörgl Hbf                                                                 | 505 m ü. A.                                                               |
| Strecke |                                                                 | Unterinntalbahn nach Innsbruck Hbf                                        | Unterinntalbahn nach Innsbruck Hbf                                        |

Koordinaten: 47° 29′ 30,2″ N, 12° 3′ 39,6″ O
Die Salzburg-Tiroler-Bahn (orthographisch korrekt: Salzburg-Tiroler Bahn) ist eine Hauptbahn in Österreich. Sie führt von den Bundesländern Salzburg und Steiermark nach Tirol, von Salzburg nach Wörgl, sowie von Selzthal nach Bischofshofen (gemäß unten zitierter Konzessionsurkunde von 1872 war diese Zubringerstrecke auch von der Salzburg-Tiroler Bahn zu errichten und zu betreiben) und gehört zum Kernnetz der Österreichischen Bundesbahnen (ÖBB).
Die Strecke ist seit 1915 von Salzburg bis Wörgl durchgehend zweigleisig ausgebaut und wird im Gleiswechselbetrieb, Regelgleis rechts, (davor im Rechtsbetrieb) befahren. Die Strecke ist seit 1928/1930 elektrifiziert und wird mit 15.000 Volt Wechselstrom und einer Frequenz von 16,7 Hz betrieben.
Insbesondere im Abschnitt von Salzburg Hauptbahnhof bis Schwarzach-St. Veit wurde – im Zusammenhang mit der Tauernbahn und der Errichtung der S-Bahn Salzburg – die Strecke umfangreich ausgebaut und stellenweise neu trassiert.

## Namen
Die Bahnstrecke wird (bzw. wurde) im Volksmund auch als Giselabahn (nach der zweiten Tochter von Kaiser Franz Joseph I. und seiner Frau Elisabeth von Österreich-Ungarn, Erzherzogin Gisela Louise Marie von Österreich) genannt. Heute wird sie häufig als Teil der Westbahn begriffen; den Streckenteil Wien Westbf–Linz–Salzburg–Zell am See–Wörgl bezeichnet man auch als Kaiserin-Elisabeth-Bahn, den Streckenteil Zell am See–Wörgl darüber hinaus als Brixentalbahn.

## Geschichte
Tirol war zwar seit 1858 mit Salzburg und dem Osten Österreichs durch die Eisenbahn verbunden, die Strecke führte aber über bayrisches Gebiet (Bayerische Maximiliansbahn), was insbesondere nach der Auflösung des Deutschen Bundes 1866 und zunehmenden Spannungen mit Bayern als strategischer Nachteil angesehen wurde. Daher wurde neben der 1871 eröffneten Drautalbahn und Pustertalbahn eine weitere innerösterreichische Ost-West-Verbindung geplant, die außerdem mit der Kronprinz-Rudolf-Bahn verbunden werden sollte.
Die erste Konzession wurde am 7. September 1869 für den Bau und Betrieb der Strecke Salzburg–Hallein mit dem Anschluss an die Kaiserin Elisabeth-Bahn erteilt. Die Salzburg–Halleiner Bahn ging bereits vom 15. Juli 1871 an in Betrieb. Auf Basis der Concessionsurkunde vom 10. November 1872, für die Actiengesellschaft der privilegirten Kaiserin Elisabethbahn zum Bau und Betrieb einer aus Ober-Steiermark nach Salzburg und Nordtirol führenden Locomotiv-Eisenbahn wurde die Salzburg-Tiroler-Bahn von 1873 bis 1875 errichtet. Am 6. August 1875 wurde der öffentliche Verkehr auf der restlichen Strecke Hallein–Wörgl und Selzthal-Bischofshofen aufgenommen. Sie führt von Salzburg über Hallein, Bischofshofen, St. Johann im Pongau, Schwarzach-St. Veit, Zell am See, Saalfelden, Hochfilzen, Fieberbrunn, St. Johann in Tirol, Kitzbühel nach Wörgl.
Die Normalspurstrecke führt durch das Salzachtal, wobei insbesondere der Bahnhof Bischofshofen auf Grund der Abzweigung zur Ennstalbahn von Bedeutung ist. Bei Wörgl trifft die Salzburg-Tiroler-Bahn auf die Bahnstrecke München–Innsbruck bzw. Salzburg–Deutsches Eck–Innsbruck.
1905 wurde die Nordrampe der Tauernbahn zwischen Schwarzach-St. Veit, welches an der Salzburg-Tiroler-Bahn liegt, und Bad Gastein eröffnet, 1909 war die Tauernbahn inklusive Tauernschleuse bis nach Villach fertiggestellt. Infolge der Errichtung der Tauernbahn wurde die Zulaufstrecke Salzburg – Schwarzach-St. Veit zweigleisig ausgebaut.
Von 1913 bis 1915 wurde im 125 Kilometer langen eingleisig betriebenem Abschnitt zwischen Schwarzach-St. Veit und Wörgl das zweite Streckengleis errichtet, wobei jedoch aufgrund der Topografie teilweise der Bau eines separat trassierten zweiten Gleises mit eigenen Tunneln ausgeführt werden musste. Damit war die Salzburg-Tiroler-Bahn in ihrem gesamten Verlauf zweigleisig ausgebaut. 1925 wurde mit der Elektrifizierung der Strecke begonnen, welche 1930 fertiggestellt wurde.
In der ersten österreichischen Republik war die Strecke dem Zuständigkeitsbereich der Bundesbahndirektion Innsbruck zugeordnet. Nach dem Anschluss Österreichs firmierte diese kurzfristig als Reichsbahndirektion Innsbruck, bevor sie bereits zum 15. Juli 1938 aufgelöst wurde. Die Strecke wurde der Reichsbahndirektion Linz unterstellt.
Im Juli 1945 wurde die BBÖ Struktur wieder errichtet und der Staatsbahndirektion Innsbruck der Aufgabenbereich zugewiesen, den sie bis 1938 als Bundesbahndirektion innehatte. Mit der Neugründung der ÖBB im Sommer 1947 wurde die Staatsbahndirektion dann wieder zur Bundesbahndirektion Innsbruck, als die sie (bis zu ihrer im Zuge der ÖBB Strukturreform erfolgten Auflösung per Ende 2004) den Bahnbetrieb der Salzburg-Tiroler-Bahn führte.
Gegen Ende des Zweiten Weltkrieges war die Salzburg-Tiroler-Bahn auf Grund ihrer strategischen Bedeutung Ziel alliierter Bombenangriffe.
Nach sechs Jahren Projektierung wurde im Jänner 2023 bei Lend eine aus 1904 stammende Eisenfachträgerbrücke eines Gleises über die Salzach zerteilt und ausgehoben. Im März soll die Strecke hier über eine neue Brücke wieder zweigleisig befahrbar sein. 12 Monate danach soll mit der Brücke des anderen Gleises analog verfahren werden.

### Ausbau
Im Juli 2022 begannen die ÖBB mit Planungen für 5 km Neubaustrecke in den Salzachöfen beim Pass Lueg. Ziel ist durch einen Bahntunnel parallel zum Hiefler Tunnel der Tauernautobahn Hochwasser- und Lawinengefahr auszuweichen, die wiederholt Streckensperren verlangen. Nach dem bestehenden Ofenauertunnel durch den Ofenauerberg bei Golling sollen 2 km Strecke mit 4 Brücken folgen und dann der erwähnte 3 km lange Bahntunnel. Planungen und Bewilligungsverfahren mit Umweltverträglichkeitsprüfung lassen einen Baubeginn ab 2029 erwarten.

## Streckenverlauf

### Salzburg – Hochfilzen
Die Giselabahn verlässt in weitem Bogen den Nordkopf des Salzburger Hauptbahnhofs Richtung Südosten und verläuft im Talgrund des Salzachtals bis zum Pass Lueg, den sie im Ofenauer Tunnel passiert. Dem nunmehr deutlich engeren Tal der Salzach weiter am rechtsufrigen Bergfuß folgend, wird Bischofshofen erreicht. Kurz vor der Nordeinfahrt in den Bahnhof überbrückt die Bahnlinie parallel zur ostwärts ansteigenden Ennstalbahn die Salzach. Am Talboden geht es weiter bis Schwarzach, dessen östliche Bahnhofseinfahrt wiederum kurz hinter der nächsten Salzachbrücke der Giselabahn liegt.
Von hier ab westwärts und flussaufwärts wieder eng am Südufer des teils schluchtartig eingegrabenen Gewässers geführt, waren zahlreiche Kunstbauten und eine abschnittsweise getrennte Trassenführung der doppelspurigen Giselabahn bis etwa Taxenbach erforderlich. Auf die Nordseite der Salzach wird dabei kurz vor Lend gekreuzt. Bei Bruck nach Norden aus dem dort breiten Salzachtal abbiegend, hält sich die Trasse am Westufer des Zeller Sees, überwindet bei Maishofen die kaum merkliche Talwasserscheide zur Saalach und folgt dieser bis Saalfelden. Dort beginnt der Anstieg zum Grießenpass, wobei zuerst das Tal der Leoganger Ache gequert und danach in Westrichtung an den Südabhängen der Leoganger Steinberge Hochfilzen erreicht wird.

### Hochfilzen – Wörgl
Richtung St. Johann folgt eine seitliche Talschleife hinab nach Pfaffenschwendt und weiter über die Moosbachbrücken zum Bahnhof Fieberbrunn und weiter – in nördlicher steiler Hanglange über der Fieberbrunner Ache – der Abstieg zum Talboden bei der Haltestelle Grieswirt. Im Becken von St. Johann wechselt die Strecke ins Leukental Richtung Süden, das mittels einer weiteren Talschleife über den Fuß des Hahnenkamms und einem unmerklichen Sattel beim Schwarzsee ins Tal der Aschauer Ache hin verlassen wird.
Westwärts, an Kirchberg vorbei, wird der nächste flache Talpass zur Brixentaler Ache überschritten. Um hinter Westendorf die Talstufe nach Hopfgarten bei Haslau zu bewältigen, wechselt die Linie ostwärts mittels des Au-Tunnels ins Tal der Windauer Ache, zieht im Gefälle eine Schleife bergab an den gegenüber liegenden südlichen Talhang durch den Leidegg-Tunnel und folgt nunmehr ab Haslau – nach Übersetzung der Ache – dem Brixental an dessen Nordflanke. In Hopfgarten ist der Talboden erreicht, in nordwestlicher Richtung strebt die Strecke nun gegen Wörgl Hbf.

## Bedeutung und Betrieb
Die Salzburg-Tiroler-Bahn ist heute die einzige Ost-West-Eisenbahnverbindung, die ausschließlich auf österreichischem Gebiet verläuft. Besonders die Tatsache, dass keine Autobahnverbindung zwischen den Bundesländern Salzburg und Tirol auf österreichischem Gebiet besteht, verschaffte der Strecke große Bedeutung. Seit dem österreichischen EU-Beitritt 1995 ist ihre Bedeutung jedoch zunehmend im Schwinden begriffen, auch deshalb, weil auf Grund ihrer Charakteristik als Alpenbahn keine hohen Geschwindigkeiten möglich sind. Die ÖBB nutzt deshalb für Fernverbindungen vorzugsweise die Strecke von Salzburg über Rosenheim nach Innsbruck über das (Große) Deutsche Eck.
Bedeutung hat die Strecke insbesondere im Regionalverkehr, als Teil der Verbindung von Innsbruck nach Klagenfurt und Graz sowie als Teil der Linie von Salzburg nach Graz über die Ennstalbahn. In Kitzbühel an der Salzburg-Tiroler-Bahn beginnt auch die einzige österreichische Busverbindung von Nordtirol nach Osttirol. Eine gewisse Bedeutung hat die Strecke als Ausweichstrecke für den internationalen Bahnverkehr auf der Ost-West-Achse, größere Bedeutung hat sie jedoch als Zulaufstrecke für die Tauernbahn im Nord-Süd-Alpentransit. Auch im Nachtreisezug-Verkehr wird die Salzburg-Tiroler-Bahn genutzt. Der Nachtzug von Bregenz nach Wien fuhr bis Dezember 2008 hier, um Schienenmaut an die Deutsche Bahn für die Benutzung des Großen Deutschen Ecks zu sparen. Eine große Bedeutung kommt der Bahnstrecke auch durch den Nahverkehr im Zentralraum Salzburg zu. Zwischen Salzburg Hbf und Golling-Abtenau wird die Strecke im Halbstundentakt und von Golling bis Schwarzach im Stundentakt von der Linie S3 der S-Bahn Salzburg befahren. An Werktagen fährt die Linie alle zwei Stunden von Schwarzach-St. Veit hinaus weiter nach Saalfelden. Zwischen Hochfilzen und Wörgl verkehrt die S8 der S-Bahn Tirol im Stundentakt, einige Verbindungen werden nach Saalfelden weitergeführt. Zusätzlich zum Bundesländer-überschreitenden S-Bahn-Verkehr werden Regionalexpresszüge zwischen Salzburg Hbf, Schwarzach-St. Veit bzw. Saalfelden geführt. Seit dem Fahrplanwechsel 2020/2021 enden die von Salzburg Hbf kommenden REX-Züge am Wochenende/an Feiertagen nicht mehr im Bahnhof Saalfelden, sondern werden wie an Werktagen weiter bis nach Wörgl Hbf geführt. Zum Einsatz kommen hier neben der Baureihen 4023/4024 auch lokbespannte Wendezüge, die zunehmend durch Baureihen 4746 und 4748 ersetzt werden.
Die letzte Eisenbahnkreuzung im Tiroler Brixental ist seit 29. April 2011 Geschichte. Der beschrankte Bahnübergang wurde durch eine Unterführung ersetzt. Von Roppen im Oberinntal bis zur Haltestelle Kitzbühel-Hahnenkamm gibt es nun keine niveaugleiche Eisenbahnkreuzung mehr (abgesehen von einer rein der LKW-Verladung dienenden, über Ladegleise führenden und mit Lichtsignalen gesicherten Eisenbahnkreuzung im Bahnhof Wörgl Terminal Nord).

## Galerie

ÖBB 4746 006 bei Elsbethen als REX1516 nach Wörgl Hbf
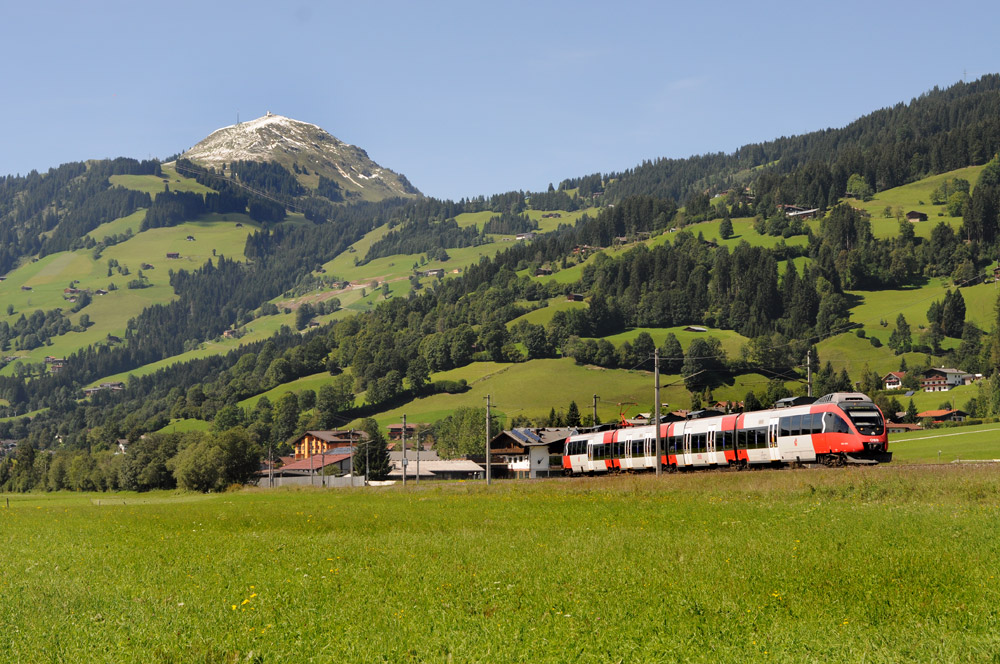
Bei Brixen im Thale, im Hintergrund die noch schneebedeckte Hohe Salve
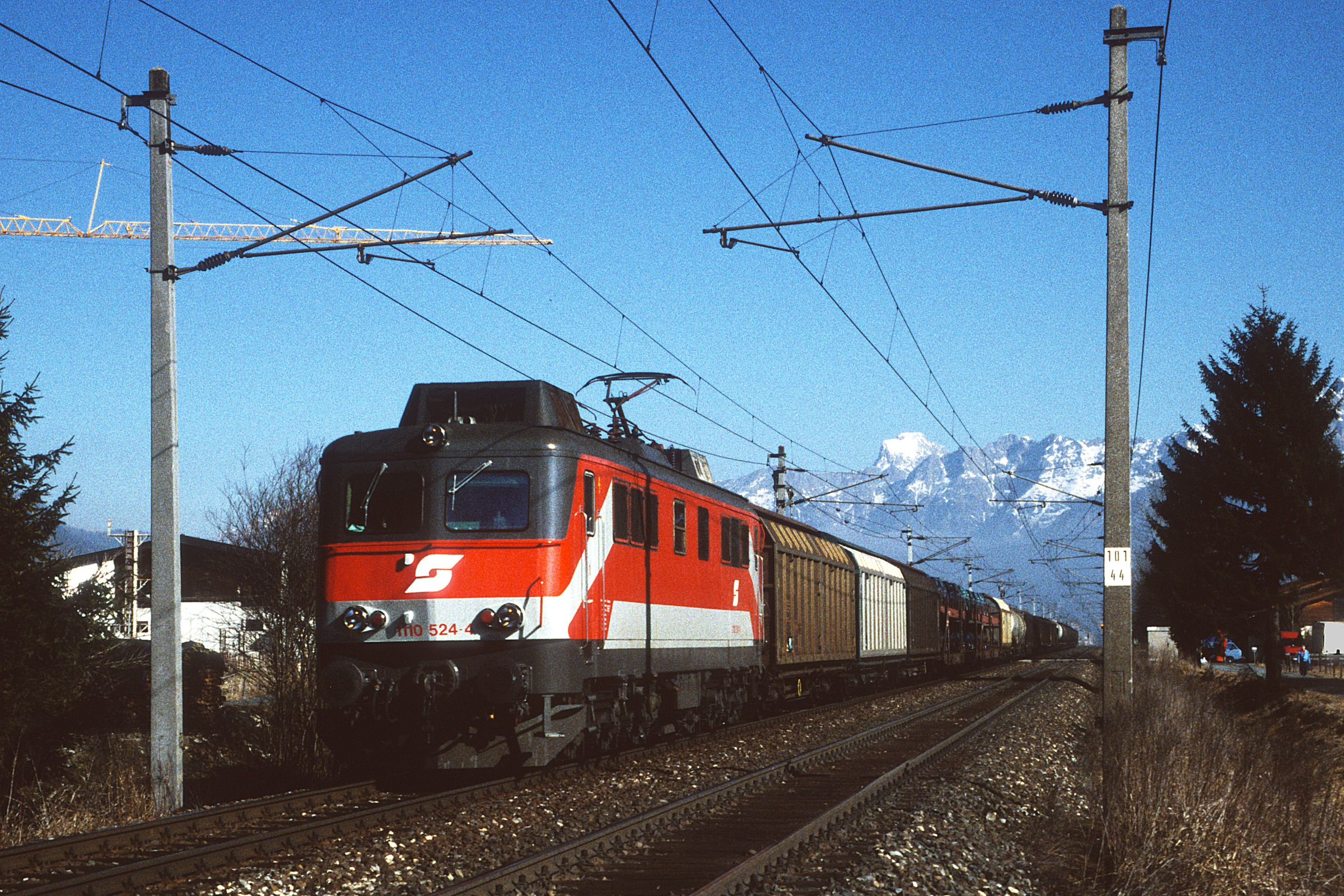
Güterzug mit 1110 524-4 bei Zell am See
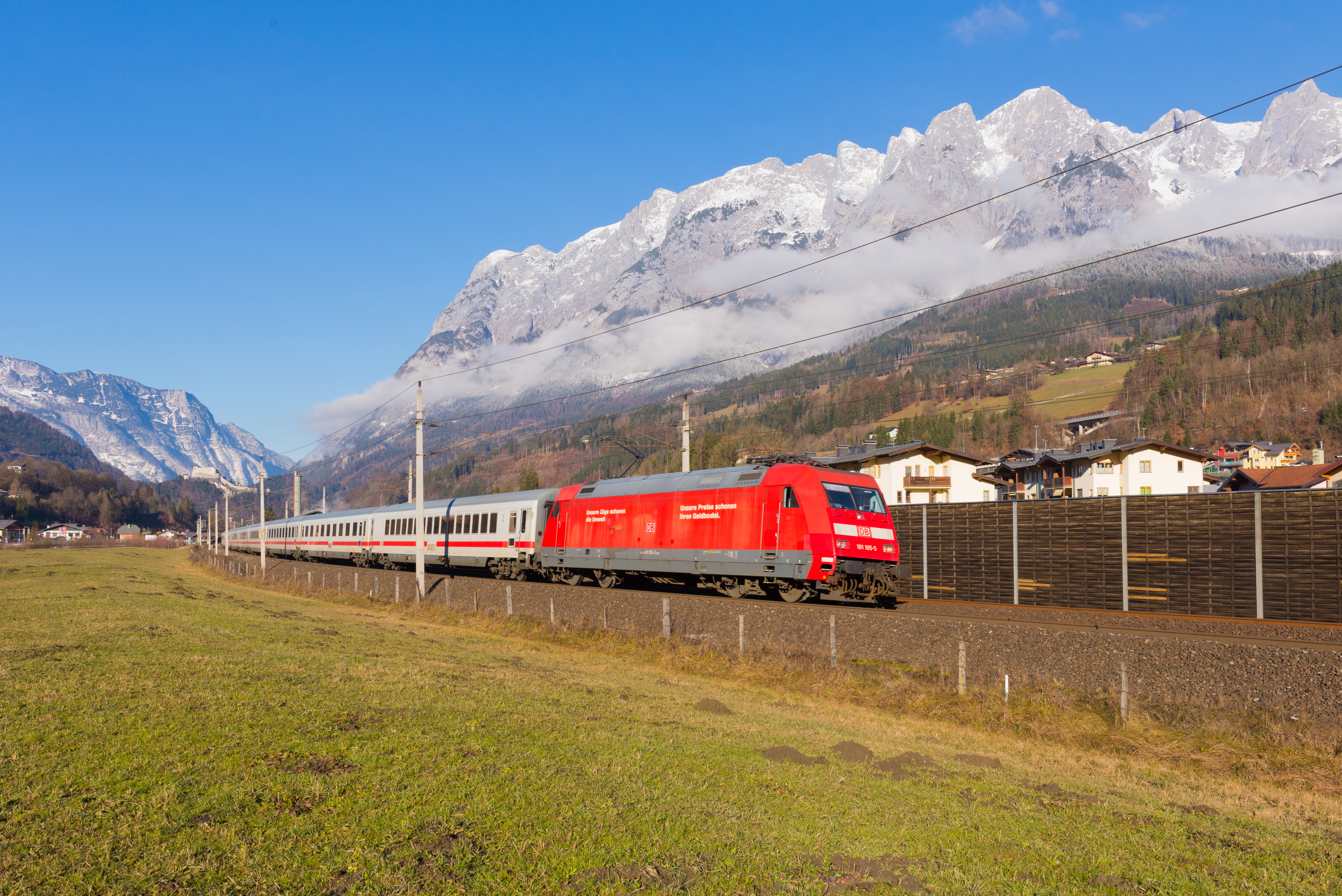
Bei Pfarrwerfen, im Vordergrund rechts das Tennengebirge, im Hintergrund links das Hagengebirge
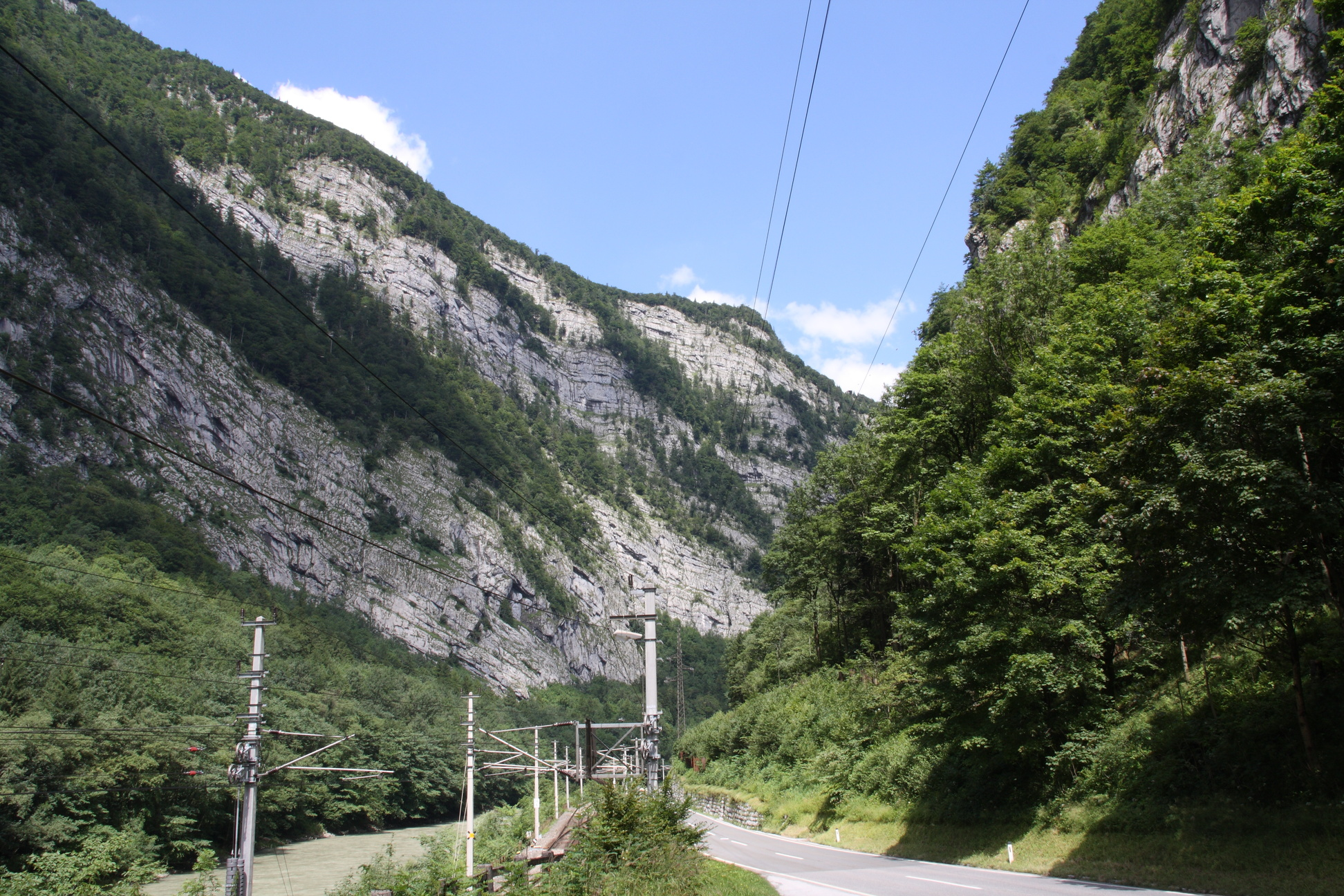
Strecke bei den Salzachöfen, im Hintergrund Ostabfälle des Hagengebirges